# 苻阳
苻阳（?—?），是十六国前秦宗室，是苻法的儿子。
苻法被苻坚之母苟夫人猜忌，二人在东堂诀别、失声痛哭，以致口吐鲜血。苻法死后谥号为献哀公，其子苻阳被封为东海公，苻敷被封为清河公。苻阳官至大司农。382年（东晋太元七年；前秦建元十八年），苻阳与王猛的儿子员外散骑侍郎王皮反叛，事发被捕，交廷尉治罪。苻坚问他们谋反的情况及原因，苻阳说：“我父哀公苻法无罪而死，我为父复仇。”苻坚哭着说：“苻法之死，责任不在朕身上，你难道不知？”王皮说：“我父身为丞相，有佐命之勋，我却依然贫贱，所以我想图富贵。”苻坚说：“丞相临终嘱咐你，用十头牛作种田的资本，未为你求官。知子莫若父。”于是将他们全部赦免不杀。把苻阳迁到凉州的高昌郡，把王皮迁到了朔方以北。苻阳勇力过人，不久又被迁到鄯善国。建元末年，前秦大乱，苻阳劫持鄯善丞相图谋东归，被鄯善王所杀。